# Jan Brooijmans

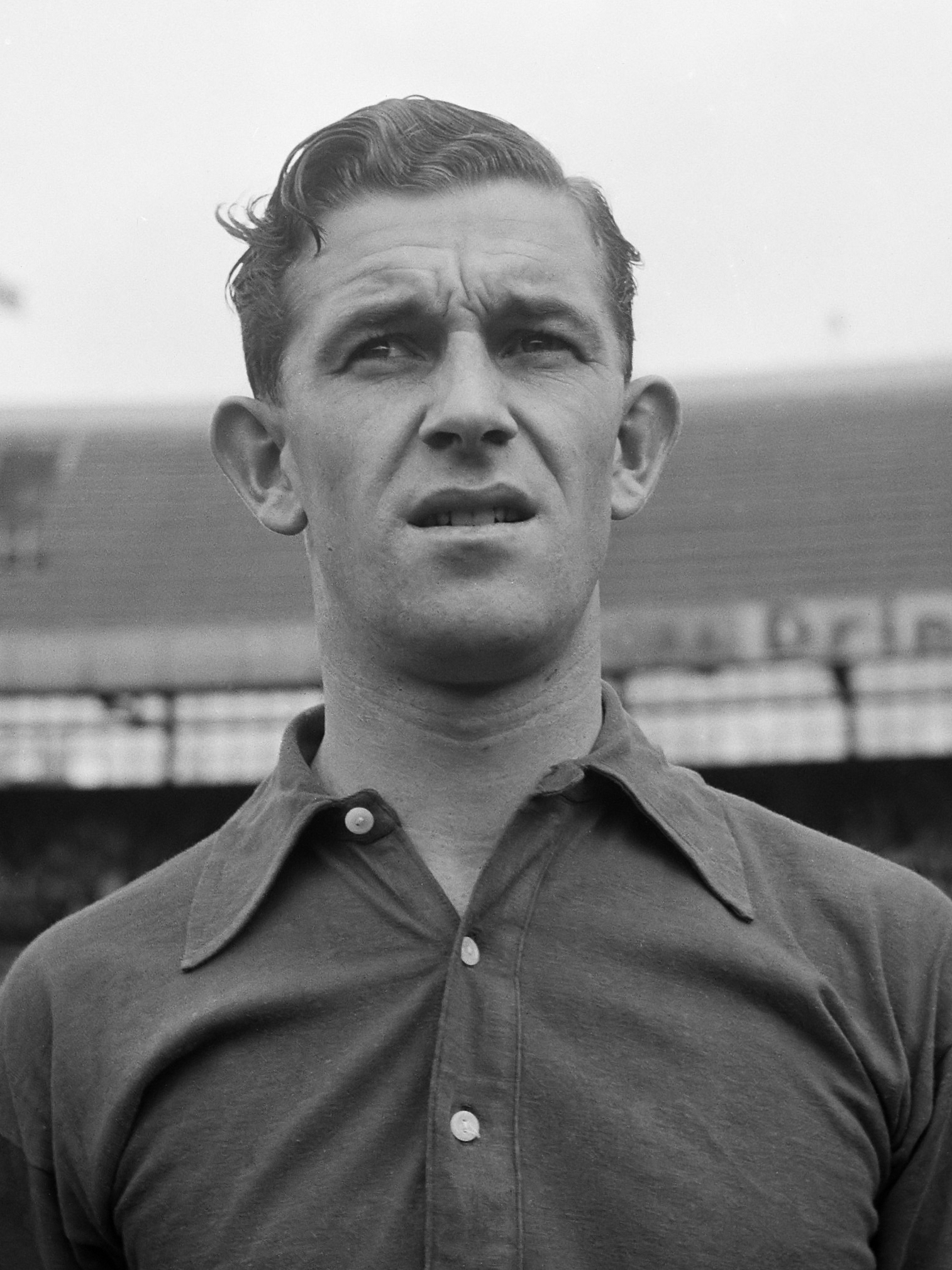
Jan Brooijmans 1955

Jan Brooijmans (* 3. November 1929; † 13. September 1996) war ein niederländischer Fußballspieler. Sein Heimatverein war Willem II Tilburg.

## Laufbahn
Jan Brooijmans gehörte in seiner brabantischen Heimat dem Team von Willem II an, welches 1954/55 die niederländische Meisterschaft errang. Es war die erste Runde nach Einführung des Profifußballs im KNVB. Trainer war František Fadrhonc und als Mittelstürmer lief Jan van Roessel bei den blau-weiß-roten vom Gemeentelijk Sportpark Tilburg auf. In der Saison 1956/57 stieg Willem II Tilburg aus der Eredivisie ab. 
Zwischen 1955 und 1956 bestritt er zwei Länderspiele für die niederländische Fußballnationalmannschaft, das Erstere von beiden am 16. Oktober 1955 in Rotterdam gegen die belgische Fußballnationalmannschaft. Es endete 2:2 unentschieden und Mittelstürmer Bram Appel erzielte beide Treffer für das niederländische Team. Der zweite Länderspieleinsatz endete am 10. Mai 1956 mit einer 1:4-Heimniederlage gegen Irland. Mitspieler waren Torhüter Frans de Munck und im Angriff agierten Bram Appel, Abe Lenstra und Coen Moulijn.